# Mémorial des soldats polonais et des antifascistes allemands
Les Mémorial des soldats polonais et des antifascistes allemands (allemand : Denkmal des polnischen Soldaten und deutschen Antifaschisten; polonais : Pomnik żołnierza polskiego i niemieckiego antyfaszysty) est un mémorial dédié aux soldats polonais et à la résistance allemande durant la bataille de Berlin. Il a été construit en 1972 durant la République démocratique allemande. Il est situé dans le Parc de Friedrichshain à Berlin-Est.